# Біликовський Іван Симеонович
Іван Симеонович Біликовський (нар. 8 жовтня 1846, с. Бабина Самбірського повіту — пом. 13 лютого 1923, Львів) — український композитор-самоук, педагог, музичний діяч. Професор Самбірської гімназії та Львівського вищого музичного інституту, організатор музичного товариства «Боян» у Станіславові.

## Життєпис
Іван Біликовський народився в селі Бабина, тепер Самбірського району. Закінчив Станіславську учительську семінарію у 1875 році. Працював вчителем музики у Самбірській гімназії у 1867–1870 роках. Від 1876 року в Станіславі, де був одним із засновників Станіславського співочого товариства «Боян» і перший диригент його хору. Був членом правління львівського співчого товариства «Боян». Багато років був диригентом і організатором шевченківських концертів у Станіславі і Львові.
У 1918–1921 роках викладав теорію музики у Вищому музичному інституті ім. М. Лисенка у Львові.

## Доробок
Автор хорових творів на тексти Тараса Шевченка: «Гамалія», «Думи мої, думи мої», «Ой три шляхи», «Ой гляну я, подивлюся», «Сонце заходить».
Написав шкільний пісенник. Гармонізував народні пісні.